# Amotz Zahavi
Amotz Zahavi (em hebraico:  אמוץ זהבי‎; Petah Tikva, 1 de janeiro de 1928 – Tel Aviv, 12 de maio de 2017) foi um biólogo evolucionista israelense, professor emérito do Departamento de Zoologia da Universidade de Tel Aviv, é um dos fundadores da Society for the Protection of Nature (conhecida como "SPNI") em  Israel. Seus estudos estão focados no Turdoides squamiceps (Arabian Babbler).

## Livros publicados
- Zahavi, A. (1975) Mate selection - a selection for a handicap. Journal of Theoretical Biology. 53: 205-214.
- Zahavi, A. (1977) The cost of honesty (Further remarks on the handicap principle). Journal of Theoretical Biology. 67: 603-605.
- Zahavi, A. and Zahavi, A. (1997). The handicap principle: a missing piece of Darwin's puzzle. Oxford University Press. Oxford. ISBN 0-19-510035-2